# Campo de la Compañía
El Campo de la Compañía (en gallego: Campo da Compañía) es la plaza más importante de la ciudad gallega de Monforte de Lemos, en la provincia de Lugo. 
La cara oeste de la plaza está presidida por la fachada principal del Colegio de Nuestra Señora de la Antigua, que alberga actualmente el Colegio de los Escolapios y fue fundado por el cardenal Rodrigo de Castro. La plaza adquirió el nombre de "La Compañía" por la Compañía de Jesús, a la que el cardenal encomendó esta fundación.
La plaza está formada por una gran explanada de piedra, zonas verdes y arboladas, un parque infantil y una pista polideportiva. Está delimitada por la calle Escultor Francisco Moure al nordeste y por el Paseo de Lugo al sur, y a la plaza llegan las calles Cardenal Rodrigo de Castro, Historiador Dalmiro de la Válgoma, Reboredo, Duquesa de Alba, Carude y Acea Nova.